# Primarias presidenciales del Partido Republicano de 2004
Desde el 19 de enero hasta el 8 de junio de 2004, los votantes del Partido Republicano eligieron a su candidato para presidente en las elecciones presidenciales de Estados Unidos del año 2004. El presidente en funciones George W. Bush fue reelegido como candidato a través de una serie de elecciones primarias y asambleas, culminando en la Convención Nacional Republicana de 2004, celebrada el día 30 de agosto al 2 de septiembre de 2004, en la ciudad de Nueva York.

## Resumen de la carrera primaria
El presidente en funciones George W. Bush anunció a mediados del año 2003 que buscaría la reelección; no enfrentó grandes desafíos ni mucho menos desafiantes. Luego, a lo largo de principios de 2004, ganó todas las contiendas de nominación, incluyendo una barrida en el Supermartes, Gracias a la falta de contendientes y manteniendo la reciente tradición de primarias fáciles para los presidentes en funciones (la última vez que un presidente en funciones enfrentó un desafío serio en una contienda primaria presidencial fue cuando el senador Ted Kennedy desafió a Jimmy Carter por la nominación demócrata en 1980) el presidente Bush logro ganar la elección.
Varios estados y territorios cancelaron por completo sus respectivas primarias republicanas debido a que Bush era el único candidato en su boleta respectiva, incluyendo a Connecticut,  Florida,  Misisipi,  Nueva York,  Puerto Rico,  y Dakota del Sur. 
El senador Lincoln Chafee de Rhode Island, fuerte opositor a la guerra en Iraq, a los recortes de impuestos generados por Bush, a la perforación en el Refugio Nacional de Vida Silvestre del Ártico y gran parte de la agenda social de Bush, consideró desafiar a Bush en las primarias de Nuevo Hampshire en el otoño de 2003. Sin embargo, Decidió no postularse después de la captura de Saddam Hussein en diciembre del año 2003.  Tiempo después, el cambiaría su afiliación partidista a demócrata y se presentaría a las primarias presidenciales de ese partido en 2016 .  
Hasta las elecciones presidenciales del año 2024, Bush es el último presidente en funciones, ya sea demócrata o republicano, en ganar todos los delegados antes de la convención nacional.

### Financiación de la campaña
Bush logró recaudar 130 millones de dólares solo en 2003, y esperaba establecer un récord nacional de recaudación de fondos primarios de 200 millones de dólares para el momento de la Convención Nacional Republicana de 2004 en la ciudad de Nueva York.

## Candidatos

### Candidato
| Candidato      | Candidato | Candidato | Oficina más reciente                         | Estado natal | Campaña <br /> Fecha de retiro                                     | Popular votar      | Concursos ganados | Compañero de fórmula |
| -------------- | --------- | --------- | -------------------------------------------- | ------------ | ------------------------------------------------------------------ | ------------------ | ----------------- | -------------------- |
| George W. Bush |           |           | Presidente de los Estados Unidos (2001-2009) | Texas        | ( Campaña • Posiciones ) Nominación asegurada: 10 de marzo de 2004 | 7.853.863 (98,01%) | 49                | Dick Cheney          |

### Retadores

#### En la boleta electoral en dos o más primarias
- William Tsangares [10] Se postulo bajo el seudónimo "Billy Wyatt" El entonces fabricante de 43 años abandono el Partido Demócrata para convertirse en Republicano después de que los demócratas votaran a favor de la guerra en Iraq, cosa que él consideró como un acto de traición. Logró estar en la papeleta electoral en Nuevo Hampshire, Misuri, Oklahoma y Luisana. Incluso llegó a estar en la papeleta de las primarias en Arizona. El terminó teniendo el décimo lugar en Nuevo Hampshire teniendo el 0,23% de los votos (153 Votos), Quedó en segundo lugar en Misuri, donde ganó 1268 Votos (1,03%). Ocurrió una pequeña sorpresa cuando saco el 10% de los votos en Oklahoma y un 4% en Luisiana. Además recibió 233 Votos (el 0,10%) en las primarias demócratas de Arizona

- Blake Ashby, un empresario republicano frustrado por la explosión de la deuda durante el gobierno del presidente Bush, se presentó como candidato de protesta en las primarias republicanas. En las boletas electorales de New Hampshire y Misuri, gastó aproximadamente $20,000 en su campaña, visitó New Hampshire e hizo campaña en su estado natal de Misuri y participó en el Foro de Candidatos Menores de C-Span [11] Terminó séptimo en New Hampshire con 264 votos. [12] y tercero en Misuri con 981 votos.

| Candidato       | Estado natal | Total de votos | %    |
| --------------- | ------------ | -------------- | ---- |
| No comprometido | –            | 91 926         | 1,1% |
| (otros)         | varios       | 49 281         | 0,8% |
| Bill Wyatt      | California   | 10 847         | 0%   |
| Blake Ashby     | Misuri       | 1.145          | 0%   |

#### En la boleta en una primaria
Todos exceptuando uno de los siguientes estaban en una boleta pero sólo en el estado de New Hampshire.

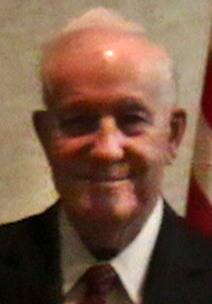
El ingeniero jubilado Jack Fellure de Virginia Occidental obtuvo 14 votos en las asambleas electorales de Dakota del Norte.
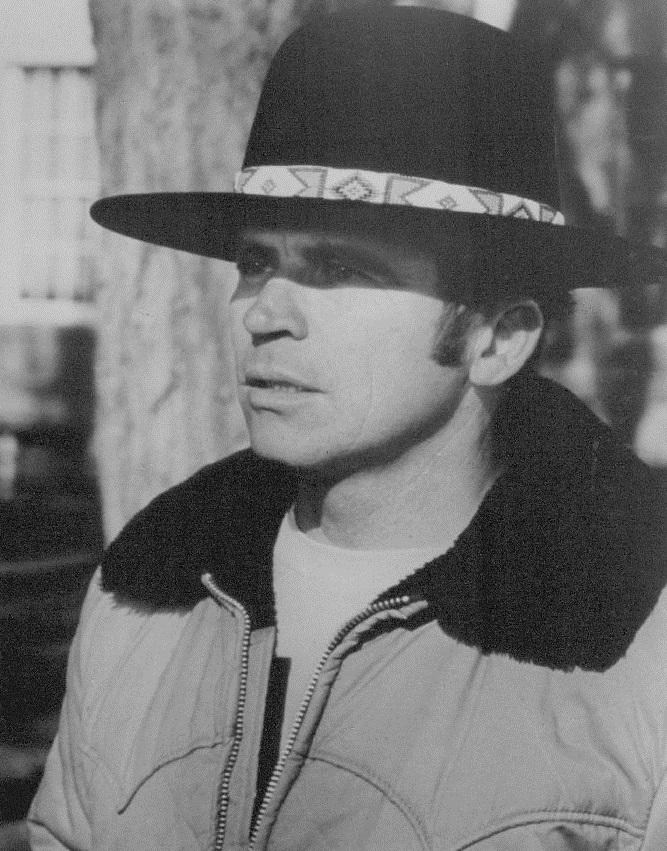
El Actor Tom Laughlin de California

#### Se negaron a ser candidatos.

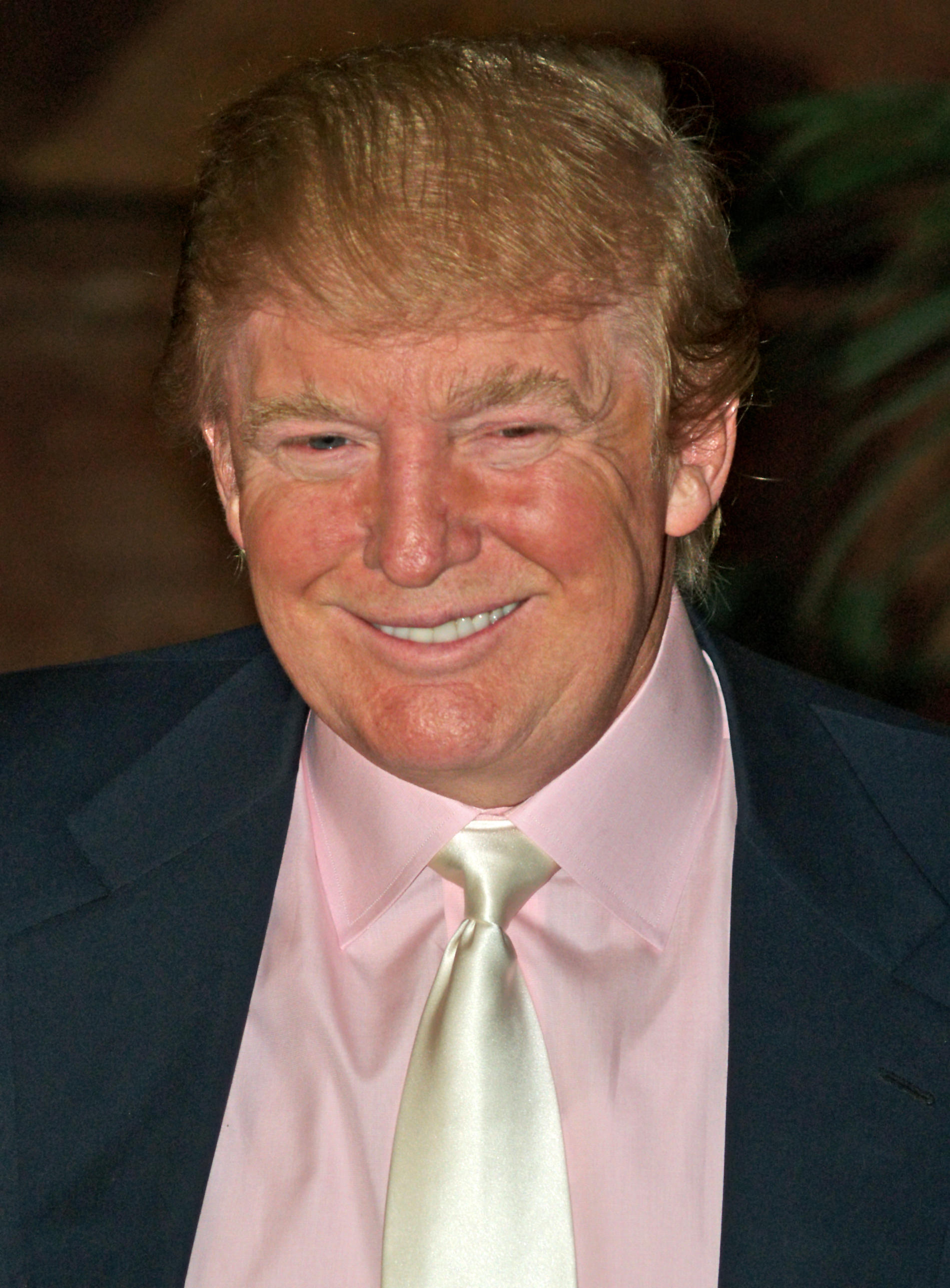
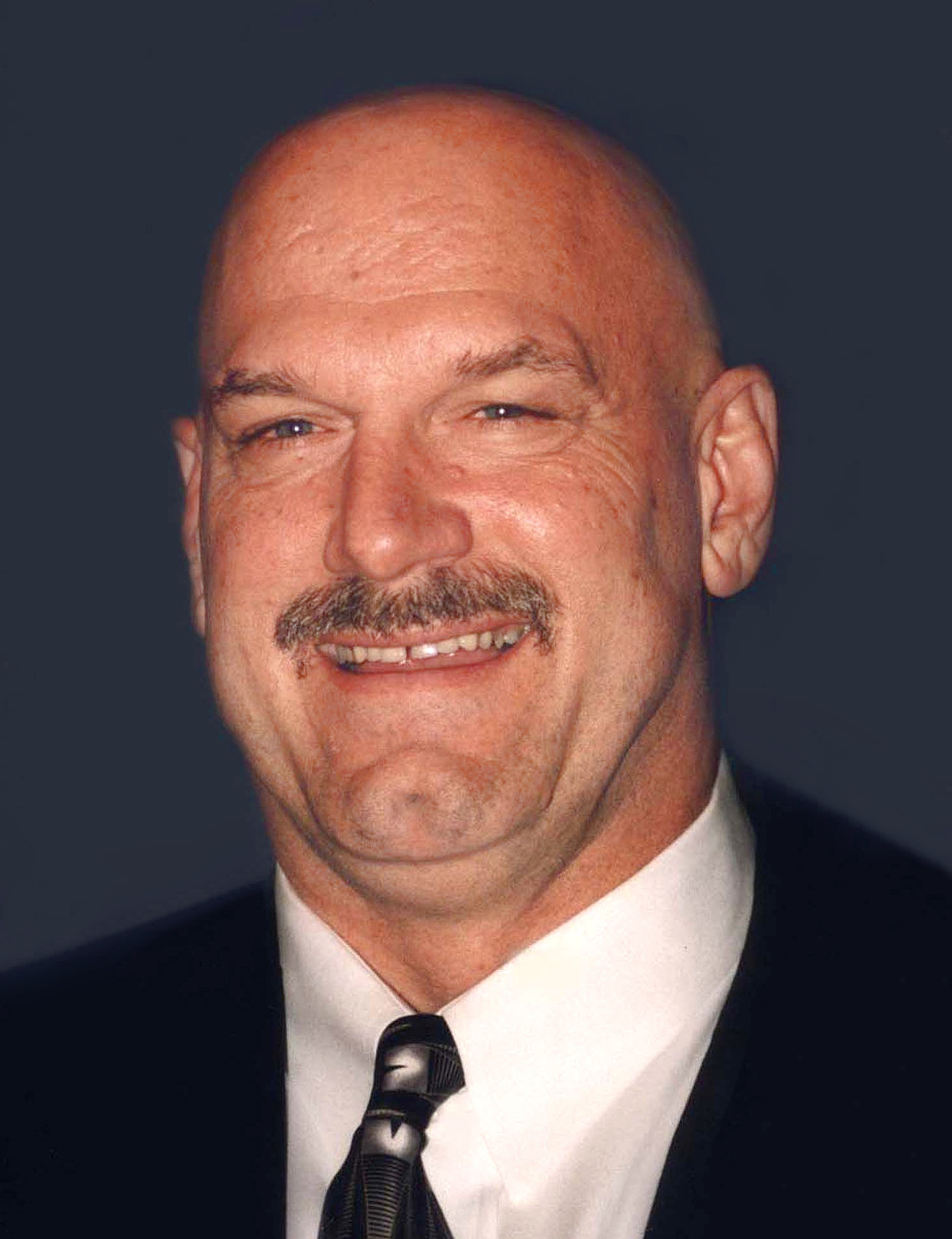
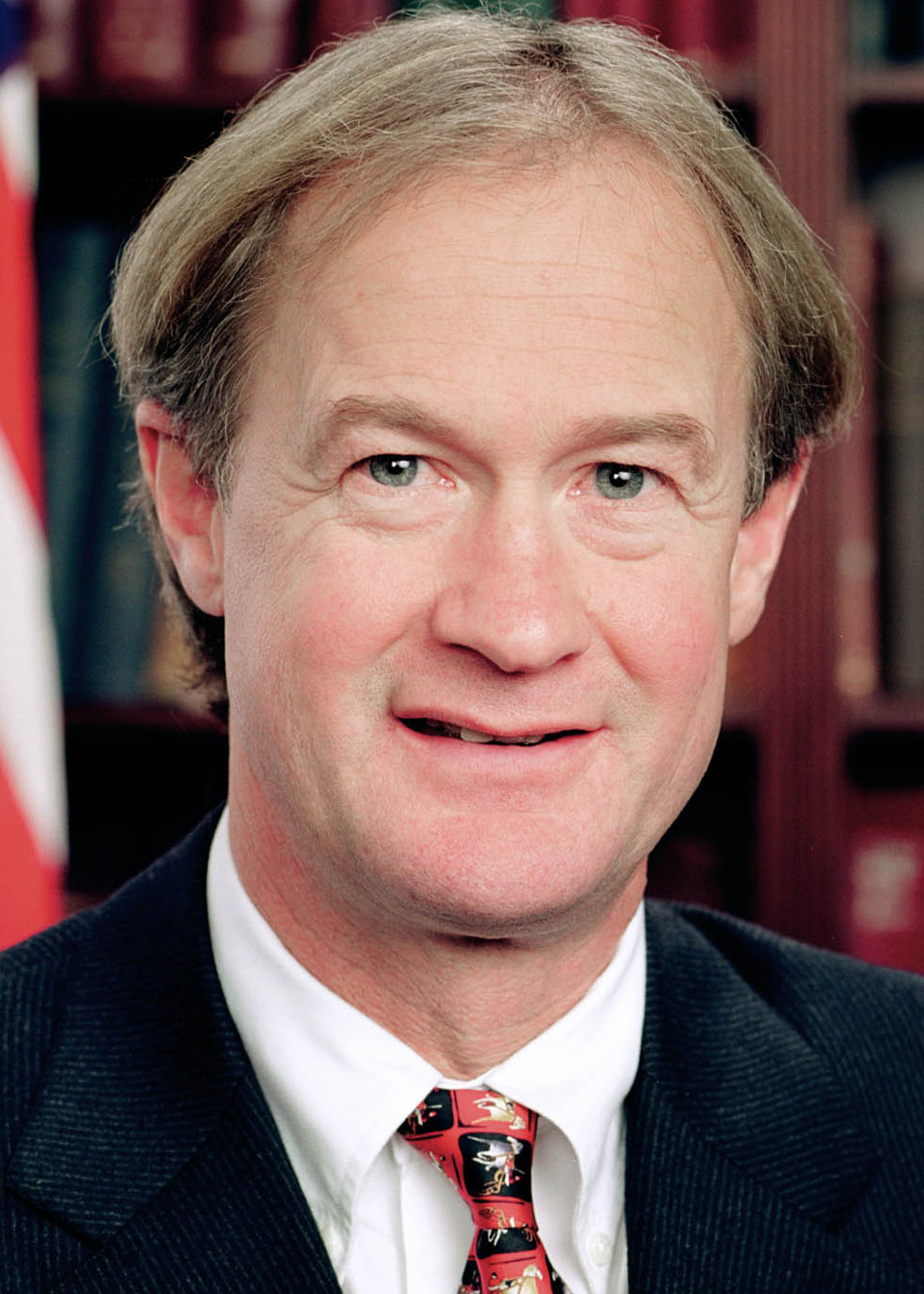
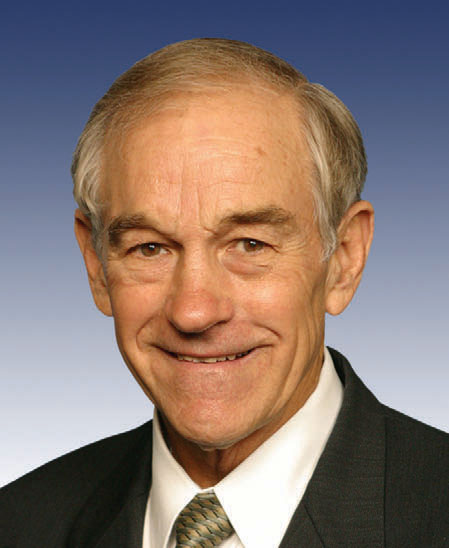

- El hombre de negocios
Donald Trump
De New York
- El antiguo Gobernador
Jesse Ventura
deMinnesota
(Independiente)
- El senador
Lincoln Chafee
deRhode Island
- Representante de EE. UU.
Ron Paul
de Texas

| Candidato             | Estado natal       | Total de votos | %    |
| --------------------- | ------------------ | -------------- | ---- |
| Richard Bosa          | Nuevo Hampshire    | 841            | 1,2% |
| John Buchanan         | Georgia            | 836            | 1,2% |
| Juan Rigazio          | Nuevo Hampshire    | 803            | 1,2% |
| Robert Haines         | Nuevo Hampshire    | 579            | 0,9% |
| michael callis        | Nuevo Hampshire    | 388            | 0,6% |
| Millie Howard         | Ohio               | 239            | 0,4% |
| Tom Laughlin          | California         | 154            | 0,2% |
| Jim Taylor            |                    | 124            | 0,2% |
| Mark "Dick" Harnes    |                    | 87             | 0,1% |
| Cornelio E. O'Connor, |                    | 77             | 0,1% |
| George Gostigian,     |                    | 52             | 0,1% |
| Jack Fellure          | Virginia del Oeste | 14             | 0    |

## Resultados
Hubo un total de 2509 delegados en la Convención Nacional Republicana de 2004, de los cuales 650 eran conocidos popularmente como los "superdelegados" que no estaban vinculados por los votos de las primarias o asambleas de ningún estado en particular y eran capaces de cambiar sus votos en cualquier instante. Un candidato necesita 1255 delegados para convertirse en el nominado. Exceptuando en las Islas Marianas del Norte y Atolón de Midway, todos los estados, territorios y otras áreas habitadas de los Estados Unidos ofrecen delegados a la Convención Nacional Republicana de 2004.

### Primarias disputadas
Por brevedad, se omiten los estados que no llevaron a cabo una contienda o que tenían a Bush como la única opción en la papeleta. Solo se incluyen los candidatos que obtuvieron el tercer lugar o mejor en una primaria.
| Leyenda: |  | 1.er lugar (voto popular) |  | 2.º lugar (voto popular) |  | 3.er lugar (voto popular) |  | El candidato está retirado |  | Candidato incapaz de aparecer en la boleta |

| Fecha                              | Delegados comprometidos | Elección             | George W. Bush                      | BW Bill Wyatt     | Jack Fellure    | Other              | Uncommitted        | Total votes cast |
| ---------------------------------- | ----------------------- | -------------------- | ----------------------------------- | ----------------- | --------------- | ------------------ | ------------------ | ---------------- |
| 27 de enero                        | 29                      | Nuevo Hampshire      | 79,8% 29 delegates                  | 0.2% 153 votes    | Not on ballot   | 20,0% 13 718 votos | Not on ballot      | 67 833 votos     |
| 3 de febrero Mini-Tuesday          | 57                      | Misuri               | 95,1% 57 delegados 117 007 votos    | 1,0% 1268 votos   | Not on ballot   | 0.8% 981 votes     | 3,1% 3830 votos    | 123 086 votos    |
| 3 de febrero Mini-Tuesday          | 26                      | Dakota del Norte     | 99,1% 26 delegados 2002 votos       | Not on ballot     | 0,7% 14 votos   | 0,2% 4 votos       | Not on ballot      | 2020 votos       |
| 3 de febrero Mini-Tuesday          | 41                      | Oklahoma             | 90,0% 41 delegados 59 577 votos     | 10,0% 6635 votos  | Not on ballot   | Not on ballot      | Not on ballot      | 66 198 votos     |
| 10 de febrero                      | 52                      | Tennessee            | 95,4% 52 delegados 94 557 votos     | Not on ballot     | Not on ballot   | Not on ballot      | 4,6% 4504 votos    | 99 061 votes     |
| 17 de febrero                      | 37                      | Wisconsin            | 99,2% 37 delegados 158 677 votos    | Not on ballot     | Not on ballot   | Not on ballot      | 0,8% 1207 votos    | 159 884 votos    |
| 2 de marzo Super Tuesday           | 41                      | Massachusetts        | 90,6% 41 delegados 62 773 votos     | Not on ballot     | Not on ballot   | 0,7% 455 votos     | 8,7% 6050 votos    | 69 278 votos     |
| 2 de marzo Super Tuesday           | 18                      | Rhode Island         | 84,9% 18 delegados 2152 votos       | Not on ballot     | Not on ballot   | 2,7% 69 votes      | 12,4% 314 votes    | 2535 votos       |
| 9 de marzo                         | 45                      | Luisiana             | 96,1% 45 delegados 69 205 votos     | 3,9% 2805 votos   | Not on ballot   | Not on ballot      | Not on ballot      | 72 010 votos     |
| 9 de marzo                         | 135                     | Texas                | 92,5% 135 delegados 635 948 votos   | Not on ballot     | Not on ballot   | Not on ballot      | 7,5% 51 667 votos  | 2535 votos       |
| 16 de marzo                        | 60                      | Illinois             | 100% 60 delegados 583 575 votos     | Not on ballot     | Not on ballot   | Not on ballot      | Not on ballot      | 583 575 votos    |
| 18 de mayo                         | 35                      | Arkansas             | 97,1% 35 delegados 37 234 votos     | Not on ballot     | Not on ballot   | Not on ballot      | 2,9% 1129 votos    | 38 363 votos     |
| 18 de mayo                         | 43                      | Kentucky             | 92,5% 43 delegados 108 603 votos    | Not on ballot     | Not on ballot   | Not on ballot      | 7,5% 8776 votos    | 117 379 votos    |
| 18 de mayo                         | 28                      | Oregón               | 94,9% 28 delegados 293 806 votos    | Not on ballot     | Not on ballot   | Not on ballot      | 5,1% 15 700 votes  | 309 506 votos    |
| 25 de mayo                         | 26                      | Idaho                | 89,5% 26 delegados 110 800 votos    | Not on ballot     | Not on ballot   | Not on ballot      | 10,5% 12 993 votos | 123 793 votos    |
| 1 de junio                         | 45                      | Alabama              | 92,8% 45 delegados 187 038 votes    | Not on ballot     | Not on ballot   | Not on ballot      | 7,2% 14 449 votos  | 201,487 votes    |
| Totals votes from contested states | 718                     | 16 contests          | 95,3% 718 delegados 2 576 916 votos | 0,4% 10 861 votos | 0,000% 14 votos | 0,53% 15 227 votos | 5,2% 120 619 votos | 2 723 637 votos  |
| Convention roll call               | Convention roll call    | Convention roll call | 100% 2509 delegados                 | 0%                | 0%              | 0%                 | 0%                 |                  |

|  |